# Psophia ochroptera
Psophia ochroptera, "ockravingad trumpetare", är en fågel i familjen trumpetare inom ordningen tran- och rallfåglar.

## Utbredning och systematik
Fågeln förekommer i nordvästra Brasilien norr om Amazonfloden/Solimões och väster om Rio Negro. Den betraktas oftast som underart till vitvingad trumpetare (Psophia leucoptera), men urskiljs sedan 2014 som egen art av Birdlife International, IUCN och Handbook of Birds of the World.

## Status
Den kategoriseras av IUCN som livskraftig.